# Eduard-Stelian Martin
Eduard-Stelian Martin (n. 13 decembrie 1973) este un politician român, fost membru al Parlamentului României în perioada 2004 - 2016. În legislatura 2004-2008, Eduard-Stelian Martin a fost membru în grupurile parlamentare de prietenie cu Republica Columbia, Arabia Saudită și Republica Federativă a Braziliei; în legislatura 2008-2012, el a fost membru în grupurile parlamentare de prietenie cu Republica Arabă Egipt, Irlanda și Egipt iar în legislatura 2012-2016, el a fost membru în grupurile parlamentare de prietenie cu Rewpublica Irak, Regatul Țărilor de Jos (Olanda) și Republica Bulgaria.    

## Acuzații de corupție
Pe 9 decembrie 2015 Eduard Martin a fost trimis în jucecată de Direcția Anțională Anticorupție alături de fost primar al Constanței Radu Mazăre. În acest dosar Martin este acuzat de complicitate la abuz în serviciu și dare de mită.
La data de 4 octombrie 2017, DNA a pus în mișcare urmărirea penală și arestarea pentru 24 de ore a lui Eduard-Stelian Martin sub acuzația de evaziune fiscală. Eduard-Stelian Martin este suspectat de neplata unor taxe și impozite, în valoare de peste 32 milioane lei, dintr-un contract de salubrizare încheiat între o societate comercială unde era asociat și municipiul Constanța.
Pe 23 iulie 2020 Eduard Martin a fost trimis în judecată într-un nou dosar de către DNA. Acesta este acuzat de evaziune fiscală și delapidare.
Pe 3 februarie 2022 Eduard Martin a fost achitat definitiv de Înalta Curte de Casație și Justiție în dosarul în care a fost trimis în judecată alături de Radu Mazăre.